# Class K
Class Kは、アメリカ議会図書館分類表の分類のうち、法学の資料を収める領域である。ここではClass Kの下位分類について概説する
。
なお、日本ではなじみの薄い教会法（カノン法）、イスラム法（シャリーア）などは翻訳の段階で割愛した。

## K - 総記
1-7720............法学総記。比較法学。統一法。法理学
1-36.5...........定期刊行物
37-44............書誌
46................特定主題論文集
48...............事典類
50-54............辞典。用語集
58...............法諺。名句
(64).............年鑑
68-70............名鑑。興信録
85-89............リーガル・リサーチ。情報検索法
94...............法の構成と起草
100-103..........法学教育
109-110..........法律協会（事務弁護士会）。国際法曹協会
115-130..........（職業としての）法曹
133..............法的支援。法律扶助
140-165..........法制史
170..............伝記
(175)............学術大会
(176)-(177)......論文集 (連続物ではない)
(179)............住所録。エッセイ集。講演録
181-184.7........文集。雑著
190-195..........民族法学。未開法
201-487..........法理学。法の理論・哲学
202.............定期刊行物
212-213.........方法論
215-218.........研究史
236.............法の普遍性と非普遍性
237-264.........法の概念（分析法学）
270-274.........行為と結果
280-286.........法源
288-296.........法の解釈。法の欠缺
300-304.........法の分類。類型
321-474.........学派
325-328........歴史法学
330-344........実証主義
366-380........法社会学。社会学的法学
400-474........自然法
486-487.........法と他の主題
520-5582.........比較法学。国際統一法
524-525.........条約その他の国際合意
540-546.........裁判
578-579.........法の複数の分野（分科）に適用される概念
583-(591).......世界の法体系。法体系の比較
592-597.........地域別。地域間の比較法学
600-615.........私法
605-615........統一私法。国際私法
623-968.........民法（コモン・ロー）
625-709........人。自然人
670-709.......家族関係。家族法
720-792........財産法
795-798........信託。管財人
805-821........相続法
830-968........債権・債務
840-917.......契約
920...........損害賠償。準契約。不当利得
923-968.......不法行為
970.............犯罪被害者への補償。被害回復
1000-1395.......商法
1010-1014......商人。商行為
1021-1022......代理関係
1024-1132......契約各論（商法）
1026-1045.....物の売買
1054-1065.5...流通証券（手形・小切手）
1066-1089.....銀行
1094-1096.....金銭の貸借
1100-1109.....担保付き取引
1112-1116.....投資
1130-1132.....貨物及び旅客の輸送
1150-1231......海事法
1195-1223.....海の社会立法
1226-1231.....海上保険
1241-1287......保険法
1301-1366......会社法
1370-1395.......債務超過と倒産。債権者保護
1401-1578.......知的財産権
1411-1485......著作権
1500-1578......工業所有権（特許・実用新案・意匠登録）
1700-1973.......社会立法
1701-1841......労働法
1861-1929......社会保険
1960-1973......社会福祉。公的扶助
2100-2385.......手続法
2110-2155......裁判所の組織と手続き
2201-2385......民事訴訟法
2390............和解。互譲
2400-2405.......調停。仲裁裁定
3150............公法
3154-3370.......憲法
3161...........憲法史
3169...........国家。主権
3171-3179......法の支配
3184-3188......政体
3195...........領土・領海
3201...........対外関係
3220...........公共政策
3224-3278......個人と国家
3280-3282......宗教と国家
3289-3367......権力分立
3290-3304.....主権在民。選挙法
3310-3329.....立法府
3332-3363.....元首。 首班
3367..........司法府
3370.........憲法裁判所
3375............植民地法
3400-3431.......行政法
3402-3417......行政手続き
3420-3431......行政府
3440-3460.......公務員。公務員の確保
3476-3560.......公有財産。私有財産に対する公的制限
3566-3578.......公衆衛生
3581-(3598).....環境法
3601-3611.......医療法
3615-3622........獣医師法。動物の権利
3625-3649.......食品。医薬品。化粧品
3651-3654.......アルコール飲料
3661-3674.......治安
3700-3705.......社会的活動の取り締まり
3740-3762.......教育法
3770-3795.......科学と芸術。研究活動
3820-3836.......経済政策。経済計画
3840-4375.......商工業規制。雇用法
3842-3862......通商規制。取引慣行の管理
3870-3918......一次産品。抽出産業
3921-3925......製造業
3926-3935......食品加工
3941-3974......通商
3978-3992......公共事業
4011-4343......運輸。通信
4360-4375......職業と雇用
4430-4675.......財政法
4453-4640......国の歳入
4650-4675......国・地方の財政
4700-4705.......戦時・緊急事態・経済危機に際しての国の対策
4720-4780.......国防。軍法
4725-4734......軍事体制。軍隊
4740-4760......軍刑法及び手続
5000-5582.......刑法。刑事訴訟法
5015.4-5350....刑法
5401-5570......刑事訴訟法
5575-5582......少年に適用される刑法・刑事訴訟法
7000-7720........国際私法。法の抵触・抵触法
7051-7054.......国際統一。「近似値」（approximation）。ハーモ（国際的な調和。ハーモナイゼ－ション）
7060-7081.......法の選択。準拠法
7085............事後法。時際法
7090............法律行為
7120-7197.......人
7125-7140......自然人
7145-7148......法人。会社
7155-7197......家族関係。家族法
7157-7179......婚姻。配偶者
7181-7197......親子。後見
7200-7218.......財産
7222............信託。管財人
7230-7245.......相続
7260-7338.......贈与
7265-7305......契約
7310...........損害賠償。準契約。不当利得
7315-7338......不法行為
7340-7512.......商法
7350-7444......契約（商法の）
7449-7460......海事法
7470...........保険法
7485-7495......業界団体。株式会社
7510-7512......倒産・経営破綻。債権者保護
7550-7582.......知的財産権法
7555-7557......著作権
7570-7582......工業所有権
7585-7595.......社会立法
7611-7688.......民事訴訟法。国を跨いでの民訴はここに収む
7690............和解。調停
7720............外国の行政行為の承認

## KD - 英国
KD - イングランド及びウェールズ
51-9500............イングランド及びウェールズ
8850-9312.........イングランド法（狭義）
9320-9355.........ウェールズ法（ウェールズを法域とするもの）
9400-9500.........ウェールズ
KDC - スコットランド 
51-990.........スコットランド法
KDE - 北アイルランド
21-580.........北アイルランド法
KDG - マン島
26-540.........マン島。チャンネル諸島
KDK - アイルランド
21-1950.........アイルランド
KDZ - 北米
1101-1199.........米州機構 (OAS)
2001-2499.2.......バミューダ諸島
3001-3499.........グリーンランド
4001-4499.........サンピエール島・ミクロン島

## KE - カナダ
KE - 連邦法
1-9450.........連邦法。複数の州に共通の法・複数の州法をまとめたものはここに収む
KEA
1-599........アルバータ州
KEB
1-599........ブリティッシュコロンビア州
KEM
1-599........マニトバ州
KEN
1-599............ニューブランズウィック州
1201-1799........ニューファンドランド・ラブラドール州
5201-5999........北西準州
7401-7999........ノバスコシア州
8001-8999........ヌナブト準州
KEO
1-1199........オンタリオ州
KEP
1-599........プリンスエドワード島州
KEQ
1-1199.........ケベック州
'KES
1-599........サスカチュワン州
KEY
1-599........ユーコン準州
KEZ - 個別の都市
1-9999.........個別の都市（条例）（都市の名称アルファベット順）

## KF - 米国
KF - 連邦法
1-9827.........連邦法。複数の州に共通の法・複数の州法をまとめたものはここに収む
KFA
1-599...............アラバマ州
1201-1799........アラスカ州
2401-2999.........アリゾナ州
3601-4199.........アーカンソー州
KFC
1-1199............カリフォルニア州
1801-2399.........コロラド州
3601-4199.........コネチカット州
KFD
1-599............デラウェア州
1201-1799........コロンビア特別区（ワシントンD.C.）
KFF
1-599.........フロリダ州
KFG
1-599.........ジョージア州
KFH
1-599........ハワイ州
KFI
1-599............アイダホ州
1201-1799........イリノイ州
3001-3599........インディアナ州
4201-4799........アイオワ州
KFK
1-599.............カンザス州
1201-1799.........ケンタッキー州
KFL
1-599.........ルイジアナ州
KFM
1-599.............メイン州
1201-1799.........メリーランド州
2401-2999.........マサチューセッツ州
4201-4799.........ミシガン州
5401-5999.........ミネソタ州
6601-7199.........ミシシッピ州
7801-8399.........ミズーリ州
9001-9599.........モンタナ州
KFN
1-599............ネブラスカ州
601-1199.........ネバダ州
1201-1799........ニューハンプシャー州
1801-2399........ニュージャージー州
3601-4199........ニューメキシコ州
5001-6199........ニューヨーク州
7401-7999........ノースカロライナ州
8601-9199........ノースダコタ州
KFO
1-599.............オハイオ州
1201-1799.........オクラホマ州
2401-2999.........オレゴン州
KFP
1-599.........ペンシルベニア州
KFR
1-599.........ロードアイランド州
KFS
1801-2399.........サウスカロライナ州
3001-3599.........サウスダコタ州
KFT
1-599.............テネシー州
1201-1799.........テキサス州
KFU
1-599.........ユタ州
KFV
1-599.............バーモント州
2401-2999.........バージニア州
KFW
1-599.............ワシントン州
1201-1799.........ウェストバージニア州
2401-2999.........ウィスコンシン州
4201-4799.........ワイオミング州
KFX - 都市（条例）
1-9999........個別の都市
KFZ
1801-2399........北西部領土
8601-9199........アメリカ連合国

## KG - ラテンアメリカ
KG - ラテンアメリカ諸国の法（総記）。メキシコおよび中米
1-999............ラテンアメリカ (総記)
3001-3999........メキシコ及び中米 (総記)
KGA
1-9000........ベリーズ
KGB
1-9000........コスタリカ
KGC
1-9800........エルサルバドル
KGD
1-9990........グアテマラ
KGE
1-9990........ホンジュラス
KGF
1-9900........メキシコ
KGG
1-9800........ニカラグア
KGH
1-8000...........パナマ
9001-9299........パナマ運河地帯
KGJ - 西インド諸島。カリブ海
1-999.........西インド諸島の法（総記）。カリブ海
7001-7499.......アンギラ
KGK
1-499............アンティグア・バーブーダ
1001-1499........アルバ
KGL
1-499..............バハマ
1001-1499........バルバドス
2001-2499........ボネール島
3001-3499........イギリス領リーワード諸島
4001-4499........イギリス領ヴァージン諸島
5001-5999........イギリス領西インド諸島
6001-6499........イギリス領ウィンドワード諸島
KGM
1-499........ケイマン諸島
KGN
1-9800........キューバ
KGP
1-499.............キュラソー
2001-2499........ドミニカ国
KGQ
1-9800........ドミニカ共和国
KGR
1-499............オランダ領リーワード諸島（総記）
1001-1499........オランダ領西インド諸島（オランダ領アンティル）
2001-2499........オランダ領ウィンドワード諸島（総記）
3001-3499........フランス領西インド諸島（総記）
4001-4499........グレナダ
5001-5499........グアドループ
KGS
1-9000........ハイチ
KGT
1-499............ジャマイカ
1001-1499........マルティニーク
2001-2499........モントセラト
KGU
1-499........ナヴァッサ島
KGV
1-8200........プエルトリコ
KGW
1-499...............サバ島
2001-2499........セントクリストファー・ネイビス
3001-3499........セントルシア
5001-5499........セントビンセント・グレナディーン
7001-7499........シント・ユースタティウス島
8001-8499........シント・マールテン
KGX
1-499........トリニダード・トバゴ
KGY
1-499........タークス・カイコス諸島
KGZ
1-499........アメリカ領ヴァージン諸島

## KH - 南米
KH - 南米諸国の法（総記）
1-999........南米 (総記)
KHA
1-9800........アルゼンチン
KHC
1-8200........ボリビア
KHD
1-9900........ブラジル
KHF
1-9800........チリ
KHH
1-9900........コロンビア
KHK
1-9990........エクアドル
KHL
1-9000........フォークランド諸島
KHM
1-9000........フランス領ギアナ
KHN
1-9000........ガイアナ
KHP
1-9700........パラグアイ
KHQ
1-9800........ペルー
KHS
1-9000........スリナム
KHU
1-9800........ウルグアイ
KHW
1-9900.........ベネズエラ

## KJ - ヨーロッパ（法制史。国名 A - F）
KJ - ヨーロッパ法制史
2-1040.........法制史
160-1040.........ゲルマン法
KJA
2-3660.........ローマ法
KJC
2-9799.........地域慣習。この地域における統一法
KJE
5-7975.........地域組織および地域統合。比較法学
KJG
1-4999........アルバニア
KJH
1-499........アンドラ
KJJ
1-4999........オーストリア
KJK
1-4999........ベルギー
8001-8699........ボスニア・ヘルツェゴビナ
KJM
1-4999...........ブルガリア
7001-7505........クロアチア
KJN
1-499........キプロス
KJP
1-4999...........チェコスロバキア ( - 1993年)
5001-5009........ボヘミア
5201-5209........モラヴィア・スレスコ（地域）
5211-5219........モラヴィア
5251-5259........ルテニア
5261-5269........スロバキア社会主義共和国
5301-5309........スロバキア共和国（1939年 - 1945年）
5361-5369........スロバキア (地域)
5401-5899........チェコ共和国 (1993年 - )
KJQ
1-499........スロバキア共和国（1993年 - ）
KJR
1-4999........デンマーク
KJS
1-4985........エストニア
KJT
1-4999........フィンランド
KJV - フランス（国法）
2-9158.........フランス（国法）
KJW - フランス（地方）
51-4360.........個別の地域圏・州など
5201-9600.........個別の都市

## KK - ヨーロッパ（国名G - Z）
KK
2-9799.3........ドイツ。西ドイツ
KKA
7-9796........東ドイツ
KKB
101-9399........ドイツの州 (A - Pr)
KKC
101-4319........ドイツの州 (Ps - Z)
KKE
1-4999........ギリシャ
KKF
1-4999........ハンガリー
KKG
1-499.........アイスランド
KKH
1-4999........イタリア
9901-9999.....コソボ
KKI
1-4890........ラトビア
KKJ
1-499...........リヒテンシュタイン
501-9890........リトアニア
KKK
1-499............ルクセンブルク
501-999..........マケドニア共和国（1992年 - ）
1001-1499........マルタ
KKL
1-499............モナコ
1001-1505........モンテネグロ
KKM
1-4999........オランダ
KKN
1-4999........ノルウェー
KKP
1-4999........ポーランド
KKQ
1-4999........ポルトガル
KKR
1-4999........ルーマニア
KKS
1-499............サンマリノ
1001-1505........セルビア（2006年 - ）
6001-6505........スロベニア (1992年 - ) 
KKT
1-4999........スペイン
KKV
1-4999........スウェーデン
KKW
1-4999........スイス
KKX
1-4999........トルコ
KKY
1-4999........ウクライナ (1991年 - )。ソビエト時代についてはKLPを見よ
7001-7099.....バチカン。教皇領
KKZ
1-4999........ユーゴスラビア

## KL - アジアおよびユーラシア
KL - 法制史。古代オリエント
2-135...........総記
147-177.........古代の法制の比較
190-420.........法源
700-2499........メソポタミア
1000-1299.......シュメール
1600-1899.......アッシリア
2200-2499.......バビロニア
2800-3099.......エジプト
3500-3799.......エラム
4101-4399.......ギリシャ
4700-4999.......ヒッタイト
5300-5599.......ペルシャ
5900-6199.......フェニキア
KLA - ロシア。ソ連
1-9999........ロシア。ソ連
KLB
1-6499........ロシア連邦（1992年 - ）
KLD
1-490........アルメニア・ソビエト社会主義共和国 ( - 1991年)
KLE
1-490........アゼルバイジャン
KLF
1-490........ベラルーシ共和国
KLH
1-490........ジョージア（グルジア）
KLM
1-490.........モルドバ
KLN
1-489.........ロシア・ソビエト連邦社会主義共和国（1991年 - ）
KLP
1-4989.........ウクライナ (1919年 - 1991年)
9001-9499.........ザカフカース社会主義連邦ソビエト共和国
KLQ
1-499.........ブハラ人民ソビエト共和国（ - 1924年）
KLR
1-490.........カザフスタン
1001-1499.........ホラズム人民ソビエト共和国（ - 1924年）
KLS
1-490.........キルギスタン
KLT
1-490.........タジキスタン
KLV
1-490.........トルクメニスタン
KLW
1-490.........ウズベキスタン

## KM - 中東
KM - 中東諸国の法
1-999.........総記
KMC
1-799.........地域の比較法学。統一法
KME
10-799.........地域機構。統合
KMF
1-293.5........アルメニア共和国（1992年 - ）
1001-1490........バーレーン
KMG
1-489........ガザ地区 cf KMM
KMH
1-4990........イラン
KMJ
1-4990........イラク
KMK
1-4990........イスラエル
KML
1-490........エルサレム
KMM
1-490.........ヨルダン
501-994.........ヨルダン川西岸地区 (イスラエル占領地。1967年 - )
KMN
1-499.........クウェート
KMP
1-490.........レバノン
KMQ
1-490.........オマーン
1001-1499.........パレスチナ ( - 1948年)
KMS
1-490.........カタール
KMT
1-4990.........サウジアラビア
KMU
1-490.........シリア
KMV
1-9870.........アラブ首長国連邦
KMX
1001-1526.........イエメン・アラブ共和国（北イエメン）。イエメン共和国（1990年 - ）
KMY
1-489.........イエメン人民民主共和国（南イエメン。 - 1990年）

## KN - 南アジア・東南アジア・東アジア（国名A -J）
KNC
1-999.........地域の比較法学。統一法
KNE
150-499.........地域機構。統合
KNF
1-4990.........アフガニスタン
KNG
1-4990.........バングラデシュ
KNH
1-490.........ブータン
KNK
1-490.........ブルネイ
KNL
1-4990.........ビルマ。ミャンマー
KNM
1-4990.........カンボジア
KNN
1-9000.........中国
KNP
1-599.........中華民国（1949年 - ）。台湾
KNQ
1-9665.........中華人民共和国 (1949年 - )
KNR
1-489.........香港
KNS
1-4999.........インド
KNT
1-9502........インドの州・都市 (A-L)
KNU
1-9502........インドの州・都市 (M-Z)
KNV
1-489.........フランス領インドシナ（ - 1946年）
KNW
1-4990.........インドネシア
5001-5490......東チモール
KNX
1-4999.........日本
KNY
10-220.........日本の都市など

## KP - 南アジア・東南アジア・東アジア（国名K -Z）
KPA
1-4990.........韓国
KPC
1-4990.........北朝鮮
KPE
1-4990.........ラオス
KPF
1-489.........マカオ
KPG
1-6999.........マレーシア
7001-9999.........マレーシアの州 (1957年 - 。A - M)
KPH
1-4990.........マレーシアの州 (1957年 - 。N - Z)
5001-5490.........モルジブ
KPJ
1-490.........モンゴル
KPK
1-490.........ネパール
KPL
1-4990.........パキスタン
KPM
1-4990.........フィリピン
KPP
1-499.........シンガポール
KPS
1-4990.........スリランカ
KPT
1-4990.........タイ
KPV
1-8094.........ベトナム社会主義共和国。ベトナム民主共和国（北ベトナム）
KPW
1-489.........南ベトナム（ベトナム共和国。南ベトナム共和国）

## KQ - アフリカ（法制史。先住民。国名 A - Ca）
KQ
2-197.........法制史
2010-9000........先住民の法
KQC
1-999.........地域の比較法学。統一法
KQE
10-1249.........地域機構。統合
KQG
1-4990.........アルジェリア
KQH
1-4990.........アンゴラ
KQJ
1-490.........ベナン
KQK
1-490.........ボツワナ
KQM
1-499.........イギリス中央アフリカ保護領
KQP
1-499.........イギリス領インド洋地域
1001-1499.........イギリス領ソマリランド
KQT
1-490.........ブルキナファソ
KQV
1-490.........ブルンジ
KQW
1-8020.........カメルーン
KQX
1-490.........カーボベルデ

## KR - アフリカ（国名 Ce - Gi）
KPB
1-490.........中央アフリカ共和国
KRC
1-490.........チャド
KRE
1-490.........コモロ
KRG
1-490.........コンゴ
KRK
1-490.........ジブチ
KRL
1-490.........イギリス領東アフリカ
KRM
1-4990.........エジプト。アラブ連合共和国 cf.KL
KRN
1-499.........エリトリア
KRP
1-4990.........エチオピア
KRR
1-499.........フランス領赤道アフリカ
KRS
1-499.........フランス領西アフリカ
KRU
1-490.........ガボン
KRV
1-489.........ガンビア
KRW
1-499.........ドイツ領東アフリカ
KRX
1-4990.........ガーナ
KRY
1-499.........ジブラルタル

## KS - アフリカ（国名Gu - Niger）
KSA
1-490.........ギニア
KSC
1-490.........ギニアビサウ
KSE
1-490...........赤道ギニア
601-699.........イフニ
KSG
1-499.............イタリア領東アフリカ
1001-1499.........イタリア領ソマリランド
KSH
1-4990.........コートジボワール
KSK
1-4990.........ケニア
KSL
1-490.........レソト
KSN
1-490.........リベリア
KSP
1-4990.........リビア
KSR
1-490.........マダガスカル
KSS
1-490.........マラウイ
KST
1-490.........マリ
KSU
1-490.........モーリタニア
KSV
1-490.........モーリシャス
5001-5490.........マヨット
KSW
1-4990.........モロッコ
KSX
1-4990.........モザンビーク
KSY
1-4990.........ナミビア
KSZ
1-490.........ニジェール

## KT - アフリカ（国名 Nigeria - Z）
KTA
1-9150.........ナイジェリア
KTC
1-499.........レユニオン
KTD
1-490.........ルワンダ
KTE
1-490.........セントヘレナ
KTF
1-490.........サントメ・プリンシペ
KTG
1-4990.........セネガル
KTH
1-490.........セーシェル
KTJ
1-490.........シエラレオネ
KTK
1-490.........ソマリア
KTL
1-9560.........南アフリカ共和国
KTN
1-499.........スペイン領西アフリカ ( - 1958年)
601-699.........スペイン領サハラ ( - 1975年)
KTM
1-489.........南スーダン (2011年 - )
KTQ
1-4990.........スーダン
KTR
1-490.........スワジランド。エスワティニ
KTT
1-9910.........タンザニア
KTU
1-490.........トーゴ
KTV
1-4990.........チュニジア
KTW
1-490.........ウガンダ
KTX
1-4990.........ザイール
KTY
1-490.........ザンビア
1501-1599.........ザンジバル ( - 1964年)
KTZ
1-490.........ジンバブエ

## KU - オーストラリア。ニュージーランド
KU
1-4999.........オーストラリア
KUA
1-499.........オーストラリア首都特別地域
KUB
1-499.........ノーザンテリトリー
KUC
1-499.........ニューサウスウェールズ州
KUD
1-499.........クイーンズランド州
KUE
1-499.........南オーストラリア州
KUF
1-499.........タスマニア州
KUG
1-499.........ビクトリア州
KUH
1-499.........西オーストラリア州
KUN
501-599...........ノーフォーク島
3001-3050.........都市その他の自治体（条例）
KUQ
1-4890.........ニュージーランド

## KV - 太平洋地域（国名 A - Ne）
KVB
1-999.........地域の比較法学。統一法（オーストラリア及びニュージーランド）
KVC
1-9999.........地域の比較法学。統一法（太平洋地域のその他の国）
KVE
200-349.........地域機構。統合
KVH
1-490.........アメリカ領サモア（アメリカンサモア、東サモア）
1001-1499.........オーストラリア領パプア準州（Territory of Papua）
KVL
1-489.........クック諸島
KVM
1-489.........イースター島
KVN
1-490.........フィジー
KVP
1-100.........フランス領ポリネシア
1001-1099.........ドイツ領ニューギニア ( - 1914年)
KVQ
1-490.........グアム
KVR
1-490.........キリバス
KVS
1-490.........マーシャル諸島
501-990.........ミクロネシア連邦
2501-2999.........ミッドウェー島
KVU
1-499.........ナウル
1001-1099.........オランダ領ニューギニア ( - 1963年)
KVW
1-490.........ニューカレドニア

## KW - 太平洋地域（国名 Ni - Z）。南極
KWA
1-489.........ニウエ
KWC
1-490.........北マリアナ諸島
KWE
1-490.........太平洋諸島信託統治領
KWG
1-490.........パラオ
KWH
1-490.........パプアニューギニア
KWL
1-499.............ピトケアン諸島
2001-2490.........ソロモン諸島
KWP
1-490.........トンガ
KWQ
1-490.........ツバル
KWR
1-490.........バヌアツ
KWT
1-489.........ウェーク島（ウェーキ島）
2001-2490.........ウォリス・フツナ
KWW
1-490.........西サモア。サモア独立国
KWX
1-950.........南極

## KZ - 国際法。海洋法。宇宙法

### KZ - 国際法
2-6795................国際法
2-5.5................書誌
24-38................学会など
(60)-62.5............政府間の会議
(63)-1152............法源。万民法
118-194.............条約その他の国際合意
176-182.5..........境界。境界画定
183-183.5..........紛争解決、捜査など
184-194............平和条約
199-218.............裁判・調停。判例集
221-1152............国・地域別
1165-1208............裁判
1168-1208...........国際軍事裁判
1234-1236............リーガル・リサーチ。書誌情報
1249-1252............国際法と他の主題
1255-1273............理論。原理
1267-1273...........場所的適用範囲
1284-1285.5..........方法論
1287-1296............法典編集。成文化
1298-1304............条約法（の体系）
(1319)-(1327)........国際法制度
1329-3085............1900年頃までの初期・中期の展開。自然法と万民法
1330-1339...........ヴェストファーレン条約からフランス革命まで (1648年 - 1789年)
1345-1369...........フランス革命から南北戦争まで (1789年 - 1861年)
1373-1387.2.........南北戦争から1899年のハーグ条約まで（1861年 - 1899年）
2064-3085...........国際公法の評論家・ライター
3092-3405............20世紀
3110-3405...........国際公法の評論家・ライター
3410.................21世紀
3670-3881............国際法の対象。領土及びその一部
3900-(5490)..........国際法曹界及びその構成員
3910-(5490).........国際法各論
4002-4080..........国家
4110...............地域別
4112-4820..........国別
4850-(5490)........政府間組織
4853-(4934).......国際連盟
(4935)-5275.......国際連合
(5330)-(5490).....地域機構
5510-6299............平和（促進）の国際法
5586-5893...........集団安全保障
5615-5893..........軍縮。非武装
5637-5645..........従来型の軍縮
5647-5686..........（戦略）核兵器削減
5687-5788.5........非核兵器地帯
5834-5865..........その他の大量破壊兵器
5870-5893..........相互にバランスをとった軍縮
5900-5967...........集団的自衛権と軍事協定
6009-6299...........紛争と対立の平和的解決
6115-6299..........仲裁と裁定
6350-6785............介入による紛争解決
6360-6373...........非軍事制裁
6374-(6377).........軍事的圧力
6378-6785...........戦争。中立
6427-6437..........陸戦
6440-6530..........国際人道法
6540-6660..........海戦
6665-6714..........空戦
6730-6795..........終戦。休戦。降伏。戦後復権

### KZA - 海洋法
1040-1065.........政府間の会議
1118-1122.........条約その他の国際合意
1340-1417.........概念。原理
1340.............閉鎖海論
1348-1405........自由海論
1430-1690.......海上国境
1630-1664........大陸棚
(3481)-(3900).....海洋資源の開発と保全
(3891)-(3900)....外洋における水産業
4130-(4205).......海洋の治安

### KZD - 宇宙法
1040-1065.........政府間の会議
1118-1122.........条約その他の国際合意
1340-1400.........概念および原理。理論
1390-1400........使用の制限
1410..............法源
1420-1455.........境界。国境
3489-4406.........平和利用
3489.5-3608......宇宙資源
4030-4326........宇宙の治安
4080-4210.......宇宙飛行
(4301)-4310.....宇宙通信
4320.2-4326......宇宙における救難活動
4440-4406........事故に際しての責任
5614-6715.........非平和利用
5620-5622.2...条約その他の国際合意
5648-5680.2......宇宙の軍縮と非武装